# Auvergnata

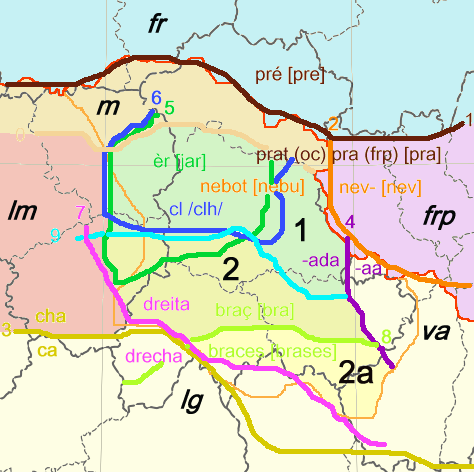
Delimitarea dialectului

Auvergnata este un dialect al limbii occitane, vorbit în cea mai mare parte a regiunii Auvergne, de circa 80,000 de persoane, alături de franceză. Unii lingviști o consideră ca fiind o limbă romanică de sine stătătoare.